# مين باش حصارلو
مين‌ باش حصارلو هي قرية في مقاطعة مراغة، إيران. عدد سكان هذه القرية هو 79 في سنة 2006.